# Парк имени Ивана Багряного
Парк имени Ивана Багряного (до 2023 года — Парк имени Пу́шкина, Пушкинский парк) — парк в Шевченковском районе города Киева, в местности Шулявка. Расположен между проспектом Победы, киностудией им. А. Довженко и промышленной зоной по улице Дегтярёвской.

## История
Идея создания парка возникла в связи с окончанием арендного срока Киевского общества садоводства фруктового сада, который находился по Брест-Литовскому шоссе. Больших доходов сад городу не приносил, поэтому осенью 1898 года глава садовой комиссии городской думы Ромишовский предложил присоединить к границам города этот участок и обустроить тут загородный парк общественного пользования. Вскоре Дума приняла решение о выделении 58 десятин земли для обустройства парка. В следующем, 1899 году отмечалось 100-летие со дня рождения А. С. Пушкина, поэтому парк было решено назвать Пушкинским. Иногда встречается название парка — «Парк имени А. С. Пушкина».
В 1900 году солдаты 129-го Бессарабского полка, летние лагеря которого располагались поблизости, а также общественность города начали работы по созданию парка. На площади 2 десятин организовали рассадник на 100 тысяч саженцев для будущей посадки. Параллельно прошёл конкурс на лучший проект парка, который завершился лишь в 1901 году. Победил проект главного садовника города И. Жуковского. «Изюминкой» парка стало то, что его обустроили для прогулок верхом и на автомобиле. Для этого в проекте предусматривались две широкие сквозные аллеи, которые соединяли современные проспект Победы и Дегтярёвскую улицу.
Было решено, что деревья в парке посадят дети. Заблаговременно подготовили 2000 ям и столько же саженцев — их подарили известные садовники Кристер и Вессер. 19 октября 1902 года состоялось торжество. Трамваи привезли в парк свыше 1000 учеников из 53 городских училищ, детям подарили брошюры «Дерево и его жизнь» и «Деревья и их польза», и под звуки военных оркестров, в присутствии «отцов города», были посажены деревья, которые дали начало Пушкинскому парку. Преимущественно это были ели, лиственницы, а также дубы и липы. В отличие от других парков города деревья тут были высажены отдельными биогруппами, в результате чего образовались рощи из разных видов деревьев. В общем, в 1906—1907 годах было высажено более 31 тысячи саженцев.
В 1936 году для организации детского сектора к парку добавили ещё 8 га земли, на которых было высажено около 2 тыс. деревьев, 13 тыс. кустарников, обустроено много газонов и цветочных клумб.
В конце Великой Отечественной войны на территории парка работала выставка трофейной немецкой техники. Её торжественно открыл 23 февраля 1945 года Маршал Советского Союза Г. К. Жуков. Выставка проработала до середины 1960-х годов, после чего трофейную технику отправили на переплавку.
В 1960-х — 1970-х годах в парке был открыт зелёный театр (не сохранился, на его месте — ресторан), здание культуры завода «Большевик», танцплощадка (не сохранилась), кафе, концертно-танцевальный зал «Лира» (теперь — выставочный павильон «Акко-Интернешнл»), читальный и шахматно-шашечный павильоны (не сохранились), аттракционы и игровые автоматы (не сохранились). В течение 70-х годов на территории Пушкинского парка по выходным дням нелегально работал рынок пластинок с музыкальными записями зарубежных исполнителей, которые привозились из-за границы.
2 июня 1962 года возле входа в парк был установлен памятник А.Пушкину (скульптор А. А. Ковалёв, архитектор В. Г. Гнездилов). Статуя поэта высотой 3,5 м, находится на постаменте из чёрного лабрадорита. Общая высота памятника составляет 7,6 метра. Памятник Пушкину стал первым Киевским памятником, который сидит.
В 2000-х годах начато строительство храма в честь прп. Агапита Печерского.
В 2007 году в парке была проведена реконструкция — проведены работы по благоустройству территории, высажены молодые деревья: красный дуб, каштан, ясень, рябина, хвойные породы, обустроены цветники и ландшафтные композиции. Также были реконструированы система внешнего освещения, вымощены дорожки и установлены лавки.
В 2023 году, в рамках дерусификации, решением Киевского городского совета парк был переименован в честь украинского поэта Ивана Багряного.

## Флора парка
Сейчас в парке насчитывается около 60 видов и форм деревьев и кустарников. Преобладающими видами деревьев являются вяз гладкий, клён остролистный, клён серебристый, конский каштан обыкновенный, сосна обыкновенная, ясень зелёный, а преобладающими видами кустарников — сирень обыкновенная, спирея (таволга), чубушник.
Много в парке и фруктовых деревьев: абрикос, алыча, вишня обыкновенная, груша, яблоня.